# Taxiphyllum splendescens
Taxiphyllum splendescens är en bladmossart som beskrevs av Fleischer 1923. Taxiphyllum splendescens ingår i släktet Taxiphyllum och familjen Hypnaceae. Inga underarter finns listade i Catalogue of Life.